# المبادرة العمانية الأهلية لمناصرة فلسطين

المبادرة العُمانية الأهلية لمناصرة فلسطين هي مؤسسة خيرية أهلية تطوعية تنطلق من المجتمع العُماني، تتمتع بالشخصية الإنسانية المستقلة وغير السياسية، بهدف دعم سكان فلسطين ومساندتهم من خلال جمع التبرعات من الشعب العُماني وإرسالها إلى الشعب الفلسطيني ليتم توزيعها على الأسر الفقيرة والأيتام.

## نشأتها
- بدأت المبادرة عملها وأنشطتها في شهر مايو من عام 2013 بإشراف الدكتور راشد بن سيف الربيعي.
- تم تنفيذ العديد من المشاريع الخيرية في قطاع غزة .
- افتتح المكتب الرئيس لها في قطاع غزة في بداية عام 2015 وحصلت على التراخيص اللازمة من الجهات المختصة.
- وتم تشكيل مجلس إدارة للمبادرة ليشرف على الأعمال الخاصة بها .
- تم اختيار المدير التنفيذي والموظفين العاملين فيها بإجراء امتحانات ومقابلات شخصية وفق الانظمة المعمول بها في القطاع.

## أهدافها
- تحقيق جزء من التكافل الاخوي بين العُمانيين والفلسطينيين من خلال تنفيذ أعمال خيرية .
- تخدم فئة الفقراء والمعوزين في مجال عملها الجغرافي .
- تنمية قيم التعاون والإخاء والعطاء الإنساني على مستوى الأفراد والشعوب.
- المساهمة في تحسين الظروف المعيشية للفقراء وأصحاب الفئات المهمشة.
- تقديم المساعدات الاغاثية للأسر المحتاجة.
- التبادل الثقافي والعلمي بين الشعبين العُماني والفلسطيني.
- التعاون مع المؤسسات والمراكز وكافة الجمعيات الخيرية وخاصة الجمعيات ذات الأهداف المشتركة.

## رسالة المبادرة
المبادرة قناة متاحة للأفراد والمؤسسات من الشعب العُماني، وهي مختصة بالعمل الخيري والتطوعي في كافة مجالاته تشجيعاً وتأطيراً وتنفيذاً وتطويراً، كما أن من أهدافها الأساسية زيادة وعي الجماهير بالقضايا الإنسانية وإبرازها بشكل واقعي ومناسب، وتهدف للريادة في ذلك و تطوير عملها وتحديثه بشكل مستمر.

## رؤية المبادرة
المبادرة ترى ممارسة العمل الإنساني حق إنساني أساسي وقيمة حضارية محمودة ووسيلة لترسيخ الاستقرار وتشجيع التنمية وإشاعة السلم على مستوى الأفراد والمجتمعات والعالم.

## قيم المبادرة
- الإخلاص لله واعتبار العمل الإنساني عبادة.
- الحس الإنساني المتعاطف مع المحتاجين.
- احترام الكرامة الإنسانية.
- الحياد الإنساني: الكل عند الحاجة سواء، والأحوج أولى.
- المهنية والإتقان في العمل قدر الإمكان.
- التعاون والتكامل مع شركاء العمل الإنساني.
- حب التطوير والابداع.

## للتواصل والإستفسار
- فلسطين   00970599540935
- سلطنة عُمان  99446341

## وصلات خارجية
http://www.omanpal.org/ar/